# Вест Јунион (Охајо)
Вест Јунион (енгл. West Union) град је у америчкој савезној држави Охајо.

## Демографија
По попису из 2010. године број становника је 3.241, што је 338 (11,6%) становника више него 2000. године.
| Група             | 2000.         | 2010.         |
| Белци             | 2.840 (97,8%) | 3.145 (97,0%) |
| Афроамериканци    | 7 (0,2%)      | 14 (0,4%)     |
| Азијати           | 3 (0,1%)      | 6 (0,2%)      |
| Хиспаноамериканци | 13 (0,4%)     | 26 (0,8%)     |
| Укупно            | 2.903         | 3.241         |